# Zygaenosia milnensis
Zygaenosia milnensis är en fjärilsart som beskrevs av Embrik Strand 1922. Zygaenosia milnensis ingår i släktet Zygaenosia och familjen björnspinnare. Inga underarter finns listade i Catalogue of Life.